# Đớp ruồi rừng rậm ngực nâu

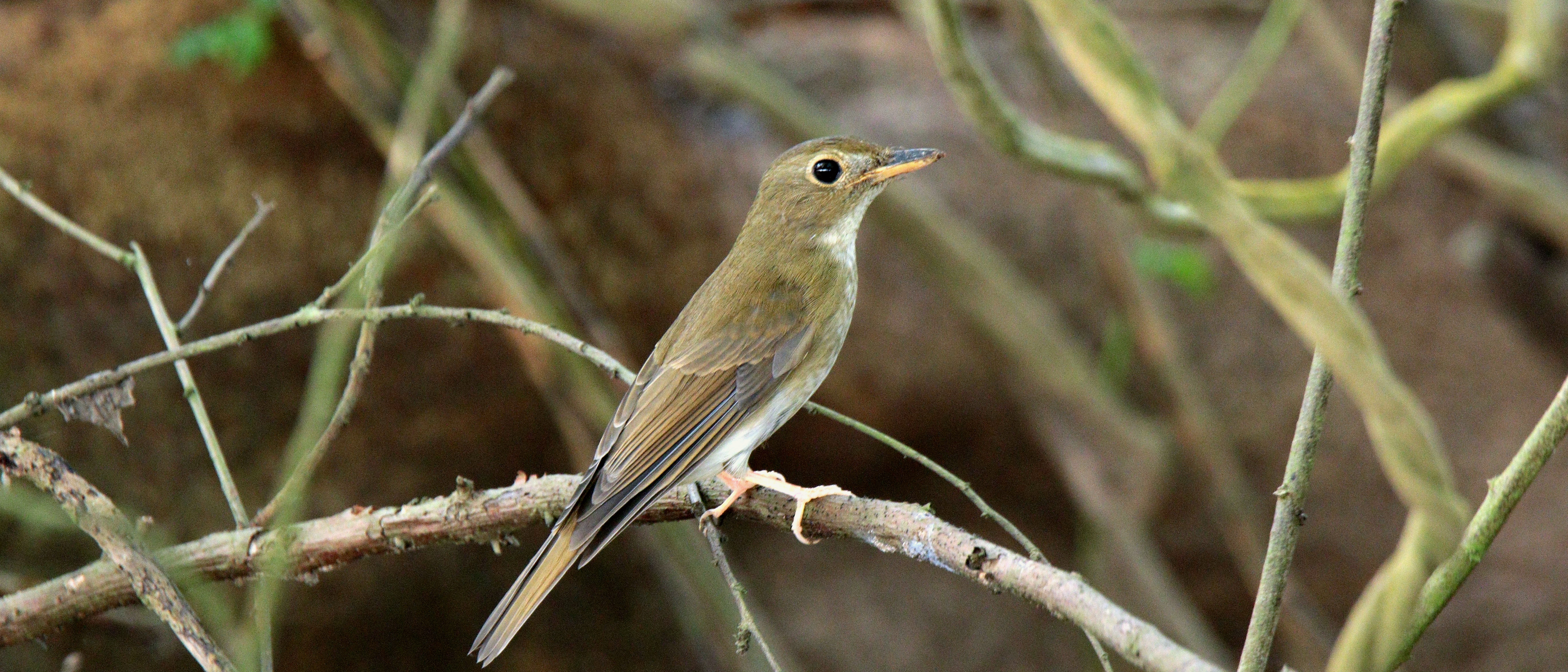

Cyornis brunneatus là một loài chim trong họ Muscicapidae.